# リトアニアの空港の一覧
リトアニアの空港の一覧を示す。

## 空港
| 都市                          | ICAO | IATA | 空港名                                             | 地理座標                                                           |
| ----------------------------- | ---- | ---- | -------------------------------------------------- | ------------------------------------------------------------------ |
| 国際空港                      | ŽŽ   | ŽŽ   | ŽŽ                                                 | ŽŽ                                                                 |
| カウナス                      | EYKA | KUN  | カウナス国際空港                                   | 北緯54度57分50秒 東経024度05分05秒 / 北緯54.96389度 東経24.08472度 |
| パランガ                      | EYPA | PLQ  | パランガ国際空港                                   | 北緯55度58分24秒 東経021度05分38秒 / 北緯55.97333度 東経21.09389度 |
| シャウレイ                    | EYSA | SQQ  | シャウレイ国際空港                                 | 北緯55度53分38秒 東経023度23分42秒 / 北緯55.89389度 東経23.39500度 |
| ヴィリニュス                  | EYVI | VNO  | ヴィリニュス国際空港                               | 北緯54度38分13秒 東経025度17分16秒 / 北緯54.63694度 東経25.28778度 |
| 国内空港                      | ŽŽ   | ŽŽ   | ŽŽ                                                 | ŽŽ                                                                 |
| アクメネ                      | EYNA |      | アクメネ空港（Akmenė Airport）                     | 北緯56度14分34秒 東経022度43分58秒 / 北緯56.24278度 東経22.73278度 |
| アリートゥス                  | EYAL |      | アリートゥス飛行場                                 | 北緯54度24分47秒 東経024度03分25秒 / 北緯54.41306度 東経24.05694度 |
| バリーシアイ / シャウレイ     | EYSB | HLJ  | バリーシアイ空港                                   | 北緯56度04分17秒 東経023度33分11秒 / 北緯56.07139度 東経23.55306度 |
| ビルジャイ                    | EYBI |      | ビルジャイ飛行場                                   | 北緯56度10分29秒 東経024度45分53秒 / 北緯56.17472度 東経24.76472度 |
| ドルスキニンカイ              | EYDR |      | ドルスキニンカイ飛行場                             | 北緯54度00分59秒 東経023度56分37秒 / 北緯54.01639度 東経23.94361度 |
| ユルバルカス                  | EYJB |      | ユルバルカス空港（Jurbarkas Airport）              | 北緯55度07分05秒 東経22度45分54秒 / 北緯55.11806度 東経22.76500度  |
| カルテナ / クライペダ         | EYKT |      | カルテナ空港（Kartena Airport）                    | 北緯55度55分13秒 東経021度34分02秒 / 北緯55.92028度 東経21.56722度 |
| カウナス                      | EYKG |      | カウナス航空工場飛行場                             | 北緯54度52分46秒 東経023度54分18秒 / 北緯54.87944度 東経23.90500度 |
| カウナス                      | EYKS |      | ステポナス・ダリウス・イル・スタシス・ギレナス空港 | 北緯54度52分49秒 東経023度52分55秒 / 北緯54.88028度 東経23.88194度 |
| カズルー・ルーダ              | EYKR |      | カズルー・ルーダ空軍基地                           | 北緯54度48分20秒 東経23度31分59秒 / 北緯54.80556度 東経23.53306度  |
| ケダイネイ                    | EYKD |      | ケダイネイ飛行場                                   | 北緯55度18分42秒 東経023度57分12秒 / 北緯55.31167度 東経23.95333度 |
| クライペダ                    | EYKL | KLJ  | クライペダ空港                                     | 北緯55度42分43秒 東経021度14分34秒 / 北緯55.71194度 東経21.24278度 |
| キーヴィシュケス              | EYVK |      | キーヴィシュケス飛行場                             | 北緯54度40分05秒 東経25度30分56秒 / 北緯54.66806度 東経25.51556度  |
| モレタイ                      | EYMO |      | モレタイ空港（Molėtai Airport）                    | 北緯55度06分47秒 東経025度20分12秒 / 北緯55.11306度 東経25.33667度 |
| ネミルセタ                    | EYNE |      | ネミルセタ空港（Nemirseta Airport）                | 北緯55度51分42秒 東経021度04分44秒 / 北緯55.86167度 東経21.07889度 |
| ニダ                          | EYND |      | ニダ空港                                           | 北緯55度19分40秒 東経021度02分44秒 / 北緯55.32778度 東経21.04556度 |
| パルクニース / ヴィリニュス   | EYVP |      | パルクニース空港（Paluknys Airport）               | 北緯54度28分59秒 東経024度59分23秒 / 北緯54.48306度 東経24.98972度 |
| パネヴェジース                | EYPN |      | パネヴェジース空港（Panevėžys Airport）            | 北緯55度42分32秒 東経024度20分43秒 / 北緯55.70889度 東経24.34528度 |
| パネヴェジース                | EYPI |      | イーストラ飛行場                                   | 北緯55度49分39秒 東経024度21分23秒 / 北緯55.82750度 東経24.35639度 |
| パネヴェジース                | EYPP | PNV  | パネヴェジース空軍基地                             | 北緯55度43分48秒 東経024度27分36秒 / 北緯55.73000度 東経24.46000度 |
| ピケリシュケス                | EYPK |      | ピケリシュケス空港（Pikeliškės Airport）           |                                                                    |
| プリエナイ / カウナス         | EYPR |      | ポチウーナイ空港                                   | 北緯54度39分13秒 東経024度03分26秒 / 北緯54.65361度 東経24.05722度 |
| ロユーナイ                    | EYRO |      | ロユーナイ飛行場                                   | 北緯55度36分40秒 東経024度13分03秒 / 北緯55.61111度 東経24.21750度 |
| ロキシュキス                  | EYRK |      | ロキシュキス空港（Rokiškis Airport）               | 北緯55度58分19秒 東経25度36分15秒 / 北緯55.97194度 東経25.60417度  |
| ルーディシュケス              | EYRD |      | ルーディシュケス飛行場                             | 北緯54度29分49秒 東経023度43分06秒 / 北緯54.49694度 東経23.71833度 |
| ルクラ / ヨナヴァ             | EYRU |      | ヨナヴァ空港                                       | 北緯55度00分36秒 東経024度21分48秒 / 北緯55.01000度 東経24.36333度 |
| サスナヴァ                    | EYMM |      | サスナヴァ飛行場                                   | 北緯54度39分44秒 東経023度27分08秒 / 北緯54.66222度 東経23.45222度 |
| シェドゥヴァ / シャウレイ     | EYSE |      | シェドゥヴァ飛行場                                 | 北緯55度44分42秒 東経023度48分31秒 / 北緯55.74500度 東経23.80861度 |
| シルテ                        | EYSI |      | シルテ飛行場                                       | 北緯55度20分13秒 東経21度31分50秒 / 北緯55.33694度 東経21.53056度  |
| タウラゲ                      | EYTR |      | タウラゲ飛行場                                     | 北緯55度13分54秒 東経022度09分01秒 / 北緯55.23167度 東経22.15028度 |
| テルシェイ                    | EYTL |      | テルシェイ飛行場                                   | 北緯55度59分15秒 東経022度17分33秒 / 北緯55.98750度 東経22.29250度 |
| ティルクシレイ / マジェイケイ | EYMA |      | ティルクシレイ空港（Tirkšliai Airport）            | 北緯56度13分43秒 東経022度15分17秒 / 北緯56.22861度 東経22.25472度 |
| ウテナ                        | EYUT |      | ウテナ空港（Utena Airport）                        | 北緯55度29分21秒 東経025度43分06秒 / 北緯55.48917度 東経25.71833度 |
| ザラサイ                      | EYZA |      | ザラサイ空港（Zarasai Airport）                    | 北緯55度45分09秒 東経026度15分25秒 / 北緯55.75250度 東経26.25694度 |
| ジェキシュケス                | EYZE |      | ジェキシュケス空港（Žėkiškės Airport）             |                                                                    |